# Íngria sueca
Íngria sueca va ser un domini de l'Imperi Suec des de 1580 fins a 1595, i un altre cop de 1617 fins a 1721, quan fou cedida a l'Imperi Rus en el Tractat de Nystad. Íngria va ser cedida a Suècia pel Rússia, juntament amb el Comtat de Kexholm pel Tractat de Stolbovo el 1617 que acabava amb la Guerra d'Íngria. Consistia la zona al llarg de la conca del Riu Nevà, entre el Golf de Finlàndia, el riu Narva, el Llac Peipus al sud-oest, i el Llac Ladoga al nord-est. Vorejant Kexholm i la Carèlia Sueca per la riba del Sestra al nord-oest. Íngria va ser ocupada per Suècia en la dècada del 1580, va ser retornada a Rússia en el Tractat de Teusina (1595), i una altra vegada cedida a Suècia en el Tractat de Stolbovo (1617). L'interès de Suècia pel territori era estratègic: com zona de contenció contra els atacs de Rússia sobre l'istme de Carèlia i l'actual Finlàndia, i a més a més, el comerç de Rússia es veia forçat a passar pel territori suec. Íngria es va convertir en la destinació dels deportats de Suècia i va romandre escassament poblada. Els intents suecs d'introduir el luteranisme es van trobar amb el rebuig de l'Església Ortodoxa Russa, essent els camperols obligats a assistir als serveis religiosos luterans, i es prometeren beques i reduccions d'impostos als conversos, però l'augment de població luterana es van deure, sobretot, als reassentaments de voluntaris de Savonia i Carèlia. Íngria va ser enfeudada a la noblesa militar sueca i als funcionaris estatals, portant amb ells els seus propis funcionaris i treballadors luterans. Nyen va esdevenir el centre comercial d'Íngria, i el 1642 passà a ser el seu centre administratiu. El 1656 un atac rus va malmetre greument la ciutat, i el centre administratiu va ser traslladat a Narva, a la veïna Estònia Sueca.
Al segle xviii, la zona va ser reconquerida per Rússia durant la Gran Guerra del Nord després d'un segle com a possessió sueca. En el lloc on s'emplaçava la ciutat sueca de Nyen, o en finès Nevanlinna(castell de Neva), prop de la desembocadura del riu Neva al golf de Finlàndia, Rússia construí la seva nova capital política Sant Petersburg fundada el 1703.

## Governadors Generals
Estatúders
- Samuel Nilsson till Hässle (1601–1607)
- Filip Scheiding (1607–1613)
- Evert Karlsson Horn af Kanckas (1613–1615)
- Anders Eriksson Hästehufvud (1615–1617)

Governadors d'Íngria (Narva, Ivangorod, Jaama, Koporje and Nöteborg)
- Carl Carlsson Gyllenhielm (1617–1620)
- Henrik Klasson Fleming (1620–1622)
- Anders Eriksson Hästehufvud (1622–1626)
- Nils Assersson Mannersköld (1626–1629)
- Heinrich Matthias von Thurn (1629)

Governadors Generals d'Íngria i Livònia
- Johan Skytte (1629–1634)
- Bengt Bengtsson Oxenstierna (1634–1643)

Governadors Generals d'Íngria i el comtat de Kexholm
- Erik Carlsson Gyllenstierna (1642–1645)
- Carl Mörner (1645–1651)
- Erik Stenbock (1651–1654)
- Gustaf Evertsson Horn (1654–1657)
- Krister Klasson Horn af Åminne (1657–1659)
- Simon Grundel-Helmfelt (1659–1664)
- Jacob Johan Taube (Kudina mõisast) (1664–1668)
- Simon Grundel-Helmfelt (1668–1673)
- Jacob Johan Taube (1673–1678)
- Gustaf Adam Banér (1678)
- Jacob Johan Taube (1678–1681)

Governadors d'Íngria
- Martin Schultz von Ascheraden (1681–1682)
- Hans von Fersen the older (1682–1683)
- Göran von Sperling (1683–1687)

Governadors Generals d'Íngria
- Göran von Sperling (1687–1691)
- Otto Wilhelm von Fersen (1691–1698)
- Otto Vellingk (1698–1703)